# Dalrympelea grandis
Dalrympelea grandis är en pimpernötsväxtart som först beskrevs av B.L.Linden, och fick sitt nu gällande namn av Nor-ezzaw.. Dalrympelea grandis ingår i släktet Dalrympelea, och familjen pimpernötsväxter. Inga underarter finns listade i Catalogue of Life.